# 海因里希·比贝尔
海因里希·伊格纳兹·弗朗兹·凡·比贝尔（德語：Heinrich Ignaz Franz von Biber；1644年8月12日—1704年5月3日），波西米亞-奥地利作曲家，小提琴家。
比貝爾是器樂歷史上最重要的小提琴作曲家之一。他卓越的技巧讓他能在演奏中輕易地到達第六甚至第七把位，在複雜的複調音樂段落中駕馭雙音奏法，并探索泛音的多種可能性。他還撰寫了已知最早的小提琴獨奏曲目之一——《神跡奏鳴曲》（又稱為《玫瑰經奏鳴曲》）中里程碑性的《帕薩卡利亞》舞曲。在比貝爾生活的年代，他的音樂被整個歐洲所熟知和模仿。十八世紀晚期，他被音樂史家Charles Burney稱頌為十七世紀最偉大的小提琴作曲家。二十世紀後期，比貝爾的音樂，尤其是《神跡奏鳴曲》，重新為人所重視。如今，它正廣泛地被人演奏和錄音。

## 生平
比貝爾出生於波西米亞的小鎮瓦尔腾堡（現位於捷克共和國的斯特拉茨·波德·拉尔斯肯）。除了他可能在波西米亞一所耶穌會預科學校學習過以外，他的早期教育情況鮮有人知，在维也纳的時期則師從於施梅尔策。西元1668年以前，比貝爾供職於Prince Johann Seyfried von Eggenberg的位於格拉茨的宮廷，其後他又在克羅梅日什受雇於奧洛穆茨主教卡爾二世。從1660年代早期起，他的同僚Pavel Josef Vejvanovský在那里任樂團總監。比貝爾顯然在這里擁有良好聲望，他的小提琴演奏技巧備受關注。
1670年夏，卡爾二世將比貝爾送到阿巴森，靠近因斯布魯克，與著名樂器制造商雅各布·斯坦納談判為樂團購置新樂器。然而，比貝爾從未到達斯坦納，他轉而受雇於薩爾斯堡大主教馬克西米利安（Maximilian Gandolph von Kuenburg）。因為卡爾與馬克西米利安是朋友，雖然被作曲家的決定所傷害，比貝爾的前雇主沒有采取任何行動，直到1676年，他們才正式解除關係。比貝爾的餘生都在薩爾斯堡度過，并在那里出版了他的絕大部分作品。偶爾，他也會舉辦巡演。
在薩爾斯堡，他的音樂和社交事業蓬勃興旺：他於1676年開始發表他的音樂作品，1677年為皇帝演奏（并授勛），1679年起在薩爾斯堡擔任樂團副樂長，1684年升任樂長。1690年比貝爾被皇帝擢升為貴族，享有Biber von Bibern的頭銜。最后，新任薩爾斯堡大主教—— Johann Ernst和Count Thun——任命比貝爾為內務大臣，他升至社會階級的頂層。
作曲家於1672年5月30日結婚，他太太Maria Weiss是薩爾斯堡一個商人之女。他們總共育有十一名子女，其中四人活到了成年。Anton Heinrich（1679–1742）和Karl Heinrich（1681–1749）都在薩爾斯堡宮廷擔任小提琴手，後者於1743年擢升至樂長。女兒Maria Cäcilia（生於1674年）和Anna Magdalena（1677–1742）分別在聖克拉拉、梅拉諾和諾恩貝爾格修女院成為修女。Anna Magdalena成為了女低音歌手和小提琴手，并於1727年任合唱隊總監及修道院副司祭。

## 作品
比貝爾的小提琴音樂一方面受到意大利Marco Uccellini和Carlo Farina傳統的影響，另一方面他也受到了德國複調音樂傳統，尤其是來自約翰·海因里希·施梅爾策的影響（施梅爾策可能曾經當過比貝爾的老師）。比貝爾的成就包括進一步發展了小提琴演奏技巧（他能夠到達第六或者第七把位），他的左手和運弓技巧遠遠超越當時最先進的意大利作曲家。他還善于運用]對位法，時常寫下包含很多雙音奏法技巧的複調音樂作品。另一個比貝爾做出了重大貢獻的領域是泛音的藝術，即變化各種泛音的器樂曲。最後比貝爾的音樂多采用各種形式的數秘符號、音樂情感理論、標題音樂等手段。例如，神跡奏鳴曲中復活奏鳴曲所使用的象徵性調弦。
在整個十七世紀下半葉，比貝爾是（連同德累斯頓音樂學院的作曲家們——Johann Jakob Walther和Johann Paul von Westhoff——一起）歐洲最優秀和最有影響力的小提琴家。然而他死後不久，德國的小提琴家們另又開始跟隨阿爾坎傑羅·科雷利及他的模仿者。

## 外部連結
- 海因里希·比贝尔的免费乐谱，由国际乐谱典藏计划提供
- 公有領域聲樂檔案館上海因里希·比贝尔的作品